# فلسفه شناختی هیجان
 فلسفه شناختی هیجان سؤال‌ های بنیادین برای نظریه پردازان مشتاق هیجان:
تمایز بین هیجان از غیر هیجان چیست؟ کیت اوتلی(۱۹۹۲) در کتاب راهنمای بهترین طرح‌ واره می‌گوید؛ شاید اساسی‌ترین دیدگاه دربارهٔ هیجانات در فرهنگ اروپایی آمریکایی این است که بزرگسالان تجاربی از احساسات ذهنی گزارش می‌کنند که آن‌ها را هیجان می‌نامند. می توان به این جمله این را هم اضافه کرد که آن‌ها تجارب دیگری را دارند که آن را هیجان می‌نامند. در این سؤال درک درست از روانشناسی عامیانه مهم است.
دو موضوع کلیدی که از گذشته پدیدار شده در اینجا مطرح است. اولی تداعی گرایی است که براساس شبکه معنایی است و دیگری ساختارگرایی است که به نظریه ارزیابی معروف است. بحث بین او دو نظریه قدیمی در علوم شناختی امروزه به دلیل توسعه ارتباط گرایی و مدل‌های پردازش گسترده موازی(DPD) تشدید شده‌است. اگرچه (DPD) بر بسیاری از مشکلات نظریه تداعی گرایی غلبه کرده- برای مثال دربارهٔ اینکه چگونه یک شبکه چیزهای جدیدی را یاد می‌گیرد- اما همچنان مزایای ادغام نظریه هیجان با ساختارگرایی یا مدل‌های ارزیابی روشن نیست.
برجسته شدن نقش شناخت در هیجان از بحث‌های بین زایونگ و لازاروس بیرون آمد. بحث آن‌ها حول محور تقدم شناخت یا عاطفه در تولید هیجانات استوار بود. به‌طور خلاصه زایونگ (۱۹۸۰)بر این باور بود که پردازش اولیه محرک در زمان کسری از ثانیه تون عاطفی دارد و در نتیجه نمایان می‌شود که محرک به چه صورت دریافت شده:مثبت یا منفی و… به دنبال آن پردازش شناختی صورت می‌گیرد.اگر چه نقادان نظریه ابتدایی زاجونز مانند لازاروس (۱۹۸۲) بیان کردند که زاجونز پردازش هوشیار را با پردازش شناختی اشتباه گرفته و این چنین فرض کرده که هر پردازش اتوماتیکی پردازش عاطفی است.
متعاقب این انتقاد زاجونز نگاه محدود تری را ارائه داد. برای مثال زاجونز و مورفی پذیرفتند که اصطلاح شناختی می‌تواند به پردازش خارج از دایره آگاهی گفته شود اما همچنان بر اینکه اولین پردازش، پردازش عاطفی است پافشاری کردند. آن‌ها با نظریه پردازانی همچون لازاروس بر سر این موضوع که پردازش شناختی می‌تواند بر نوع و دوره هیجان تجربه شده اثرگذار باشد موافق بودند. اما معتقد بودند که این تعامل بین شناخت و هیجان بعداً اتفاق می‌افتد. آن‌ها می‌گفتند که بین موقعیت نورواناتونمیک سیستم بینایی و سیستم لیمبیک تفاوت وجود دارد؛ که آن‌ها به عنوان حمایت از نظریه تقدم عاطفی بیان کردند. برای مدت‌ها دو یا تعداد بیشتری مسیر بینایی شناخته شده بود